# کاسپار کاپارونی
گاسپاره کاسپار کاپارونی (ایتالیایی: Gaspare Kaspar Capparoni؛ زاده ۱ اوت ۱۹۶۴) بازیگر ایتالیایی است. او در سریال کمیسر و رکس در نقش کمیسر فابری بازی کرده است.

## فیلم‌شناسی
او در ۱۸ سالگی وارد تئاتر شد و در سال ۱۹۸۴ اولین فیلم خود را بازی کرد.

### تلویزیون
- آدیو اِ ریتمو (۱۹۹۵)
- تِکوییلا اِ بونِتی (۲۰۰۰)
- لاکاسا دل بِفه (۲۰۰۰)
- ریکومینکاره (۲۰۰۱-۲۰۰۰)
- پیکولو موندو آنتیکو (۲۰۰۱)
- افسون (۲۰۰۱)
- الیزا دی ریوومبروسا (۲۰۰۳)
- لا کاچیا (۲۰۰۵)
- پراووچا آنکوری پروف (۲۰۰۵)
- کاپری (۲۰۰۶)
- کمیسر و رکس (۲۰۰۸)
- کاپری ۲ (۲۰۰۸)
- ایل گیدیسه ماستراگلو ۳ (۲۰۰۹)

### سینما
- پدیده‌ها (۱۹۸۴)
- کولپی دی لوسه (۱۹۸۵)
- گیالوپارما (۱۹۹۹)
- انکانتادو (۲۰۰۲)
- ایلریتمو دل مونتزا (۲۰۰۵)
- دو خانواده (۲۰۰۷)
- ایلسوله نرو (۲۰۰۷)